# Liste von Sakralbauten in Hessen

Landkreise und kreisfreie Städte in Hessen.

Die Liste von Sakralbauten in Hessen ist nach Landkreisen und kreisfreien Städten untergliedert.

## Liste
- Liste von Sakralbauten im Kreis Bergstraße
- Liste von Sakralbauten in Darmstadt
- Liste von Sakralbauten im Landkreis Darmstadt-Dieburg
- Liste von Sakralbauten in Frankfurt am Main
- Liste von Sakralbauten im Landkreis Fulda
- Liste von Sakralbauten im Landkreis Gießen
- Liste von Sakralbauten im Kreis Groß-Gerau
- Liste von Sakralbauten im Landkreis Hersfeld-Rotenburg
- Liste von Sakralbauten im Hochtaunuskreis
- Liste von Sakralbauten im Landkreis Kassel
- Liste von Sakralbauten in Kassel
- Liste von Sakralbauten im Lahn-Dill-Kreis
- Liste von Sakralbauten im Landkreis Limburg-Weilburg
- Liste von Sakralbauten im Main-Kinzig-Kreis
- Liste von Sakralbauten im Main-Taunus-Kreis
- Liste von Sakralbauten im Landkreis Marburg-Biedenkopf
- Liste von Sakralbauten im Odenwaldkreis
- Liste von Sakralbauten im Landkreis Offenbach
- Liste von Sakralbauten in Offenbach am Main
- Liste von Sakralbauten im Rheingau-Taunus-Kreis
- Liste von Sakralbauten im Schwalm-Eder-Kreis
- Liste von Sakralbauten im Vogelsbergkreis
- Liste von Sakralbauten im Landkreis Waldeck-Frankenberg
- Liste von Sakralbauten im Werra-Meißner-Kreis
- Liste von Sakralbauten im Wetteraukreis
- Liste von Sakralbauten in Wiesbaden